# Giulia Salin
Giulia Salin (1 de noviembre de 2002) es una deportista de Italia que compite en natación. Ganó dos medallas en el Campeonato Mundial Junior de Natación de 2019, plata en 1500 m libre y bronce en 800 m libre, y seis medallas en el Campeonato Europeo Junior de Natación.